# Czcionka bazowa
Czcionka bazowa (ang. base font) – czcionka używana w procesie drukowania dokumentu, jeśli nie została wyraźnie określona w tym celu żadna inna czcionka.
Pojęcie czcionki bazowej występuje również w dokumentach HTML, gdzie oznacza domyślną wielkość czcionki, jej kolor i rodzaj.